# S/2002 (121) 1
S/2002 (121) 1 ist ein Mond des Hauptgürtel-Asteroiden (121) Hermione (Cybele-Gruppe). Sein mittlerer Durchmesser beträgt 32 Kilometer, womit er der größte Mond eines Asteroiden im Hauptgürtel ist.

## Entdeckung und Benennung
S/2002 (121) 1 wurde am 28. September 2002 von William J. Merline, Peter M. Tamblyn, Christophe Dumas, Laird M. Close, Clark R. Chapman, François Menard, W. M. Owen, David C. Slater und J. Pepin unter Verwendung adaptiver Optik mit dem 10-m-Keck-Teleskop II auf dem Mauna Kea auf Hawaii entdeckt. Die Entdeckung wurde zwei Tage später am 30. September 2002 bekanntgegeben; der Mond erhielt die vorläufige Bezeichnung S/2002 (121) 1.
Für den Mond wurde der Name „LaFayette“ vorgeschlagen, nach Marie-Joseph Motier, Marquis de La Fayette, der 1780 mit der Fregatte Hermione heimlich nach Boston fuhr, um im Amerikanischen Unabhängigkeitskrieg den aufständischen Kolonisten gegen die Briten zu helfen.
Eine offizielle Namensbestätigung von der IAU steht noch aus; da es auch einen Asteroiden namens (23244) Lafayette gibt, ist eine Benennung unter diesem Namen fraglich. Gemäß der NASA ist auch der Name „Harry“ unter den Kandidaten.

## Bahneigenschaften
S/2002 (121) 1 umkreist Hermione auf einer prograden, fast perfekten Kreisbahn in einem mittleren Abstand von 747 Kilometern zu deren Zentrum (etwa 8 Hermione-Radien). Die Bahnexzentrizität beträgt 0,00, die Bahn ist 3° gegenüber dem Äquator von Hermione geneigt.
S/2002 (121) 1 umrundet Hermione in 2 Tagen, 13 Stunden und 31 Minuten, was etwa 912 Umläufen in einem Hermione-Jahr (rund 6,4 Erdjahre) entspricht. Vom Orbit von S/2002 (121) 1 wird angenommen, dass er stabil ist, denn er liegt weit innerhalb von Hermiones Hill-Radius von 41.000 km, jedoch auch weit außerhalb des synchronen Orbits.

## Physikalische Eigenschaften

### Größe
Nach aktuellen Daten hat S/2002 (121) 1 einen Durchmesser von 32 km (knapp 1/6 des Zentralkörpers), beruhend auf Hermiones Dichte sowie dem entsprechenden angenommenen gleichen Rückstrahlvermögen von 5 %. Die Oberfläche ist damit ausgesprochen dunkel. Anhand der bisherigen Daten scheint die Durchmesserbestimmung allerdings noch relativ unsicher, sie reicht zur Zeit von 12 bis 32 km.
Gegenwärtig gilt S/2002 (121) 1 noch vor Linus (28 km) als größter Mond im Asteroidengürtel; er wird in dieser Hinsicht nur vom Antiope-Mond S/2000 (90) 1 (84 km) übertroffen. Dieses System muss man jedoch als Doppelsystem auffassen, da S/2000 (90) 1 95,4 % des Durchmessers von Antiope besitzt und das Baryzentrum daher außerhalb des Hauptkörpers liegt.
Rechnet man die Jupiter-Trojaner noch zu dem Gürtel dazu, käme einzig noch das Doppelsystem Patroclus/Menoetius dazu; Menoetius wäre mit 113 km der größte Mond im inneren Sonnensystem, und S/2002 (121) 1 würde – das Antiope-System eingerechnet – auf den dritten Platz rutschen.
Ausgehend von einem mittleren Durchmesser von 32 km ergibt sich eine Oberfläche von etwa 3.200 km2, was der Fläche des Schweizer Kantons Waadt entspricht.
Bestimmungen des Durchmessers für S/2002 (121) 1
| Jahr | Abmessungen km | Quelle          |
| ---- | -------------- | --------------- |
| 2002 | 13             | Knocke (NASA)   |
| 2006 | 12 ± 4         | Marchis et al.  |
| 2009 | 32             | Descamps et al. |

Die aktuellste Bestimmung ist fett markiert.

### Innerer Aufbau
Da S/2002 (121) 1 eine ähnliche Farbe wie der Mutterkörper aufweist, geht man davon aus, dass der Mond aus demselben Material wie Hermione besteht und daher denselben Spektraltyp (C oder Ch) aufweist. Ausgehend von derselben Dichte und Albedo ließ sich die Masse bislang auf etwa 1,6 · 1015 berechnen.
Die mittlere Oberflächentemperatur beträgt rund 152 K (−121 °C) und kann mittags bis auf maximal 231 K (−42 °C) ansteigen; nachts kann sie bis auf 73 K (−200 °C) absinken.